# Solenopsis kabylica
Solenopsis kabylica é uma espécie de formiga do gênero Solenopsis, pertencente à subfamília Myrmicinae.